# Hornberg (Herrischried)
Hornberg ist ein Ortsteil der Gemeinde Herrischried im Landkreis Waldshut und liegt mit 200 Einwohnern im Hotzenwald auf 950 m Höhe.
Neben dem Kernort gehören auch die Ortsteile Obergebisbach und Atdorf zur ehemals selbstständigen Gemeinde Hornberg.
Von Hornberg aus hat man einen Ausblick ins Wehra-, Rhein- und Wiesental, sowie bis zu den Vogesen und zu landenden Flugzeugen am EuroAirport bei Mülhausen im Elsass.
Am 1. Juli 1974 wurde Hornberg nach Herrischried eingemeindet.

## Pumpspeicherkraftwerk
Oberhalb der Ortschaft Hornberg liegt auf 1050 m das Hornbergbecken, das zu einem vom Schluchseewerk betriebenen Pumpspeicherkraftwerk gehört.